# Piana gaśnicza

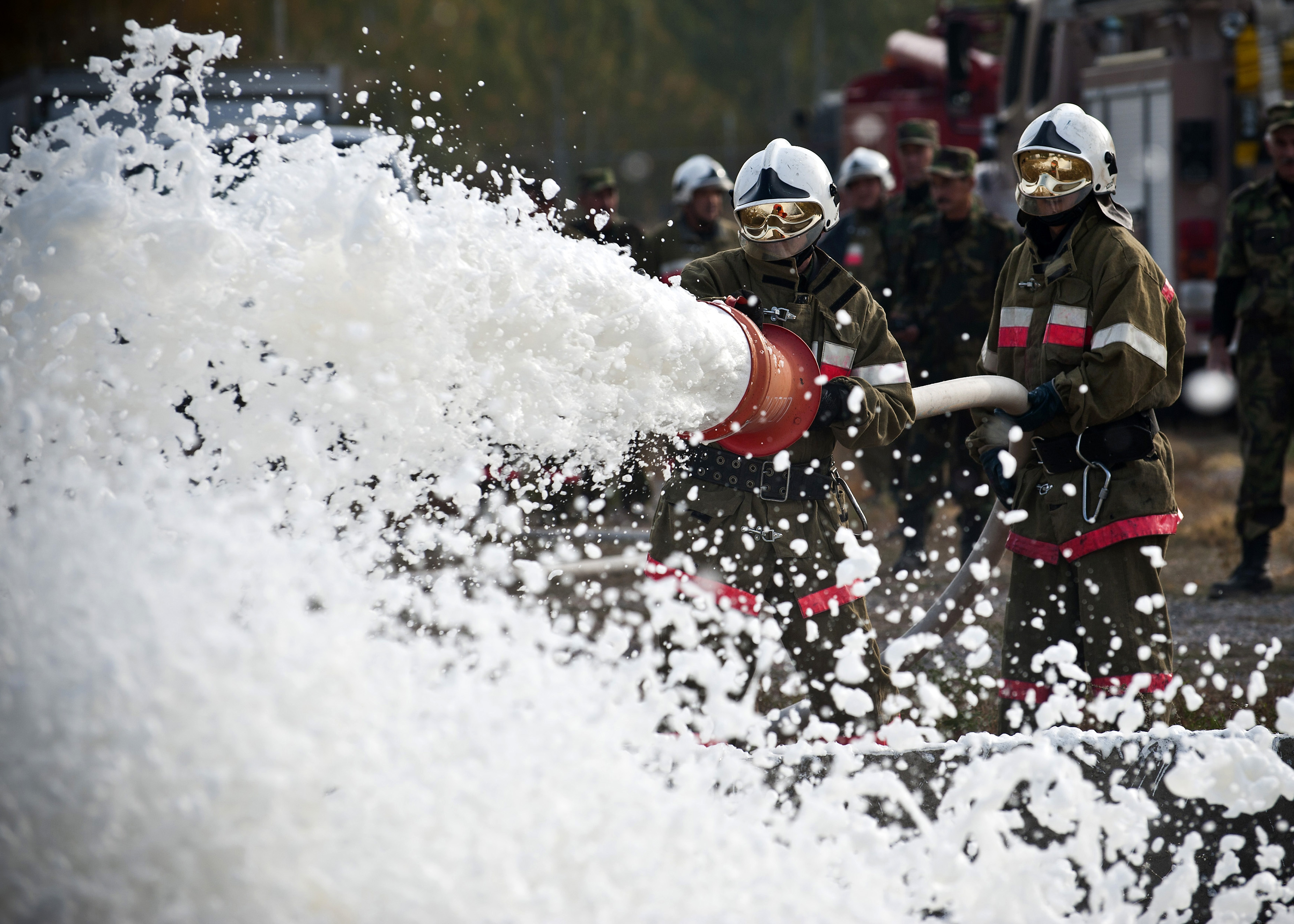
Piana średnia podawana z wytwornicy pianowej.

Piana gaśnicza – środek gaśniczy w postaci substancji chemicznej zmieszanej z wodą przy użyciu prądownicy, wytwornicy lub agregatu pianotwórczego. Stosowana jest do gaszenia pożarów ciał stałych i cieczy, niereagujących z wodą. Piana gaśnicza jest podstawowym składnikiem gaśnic pianowych.

## Działanie gaśnicze

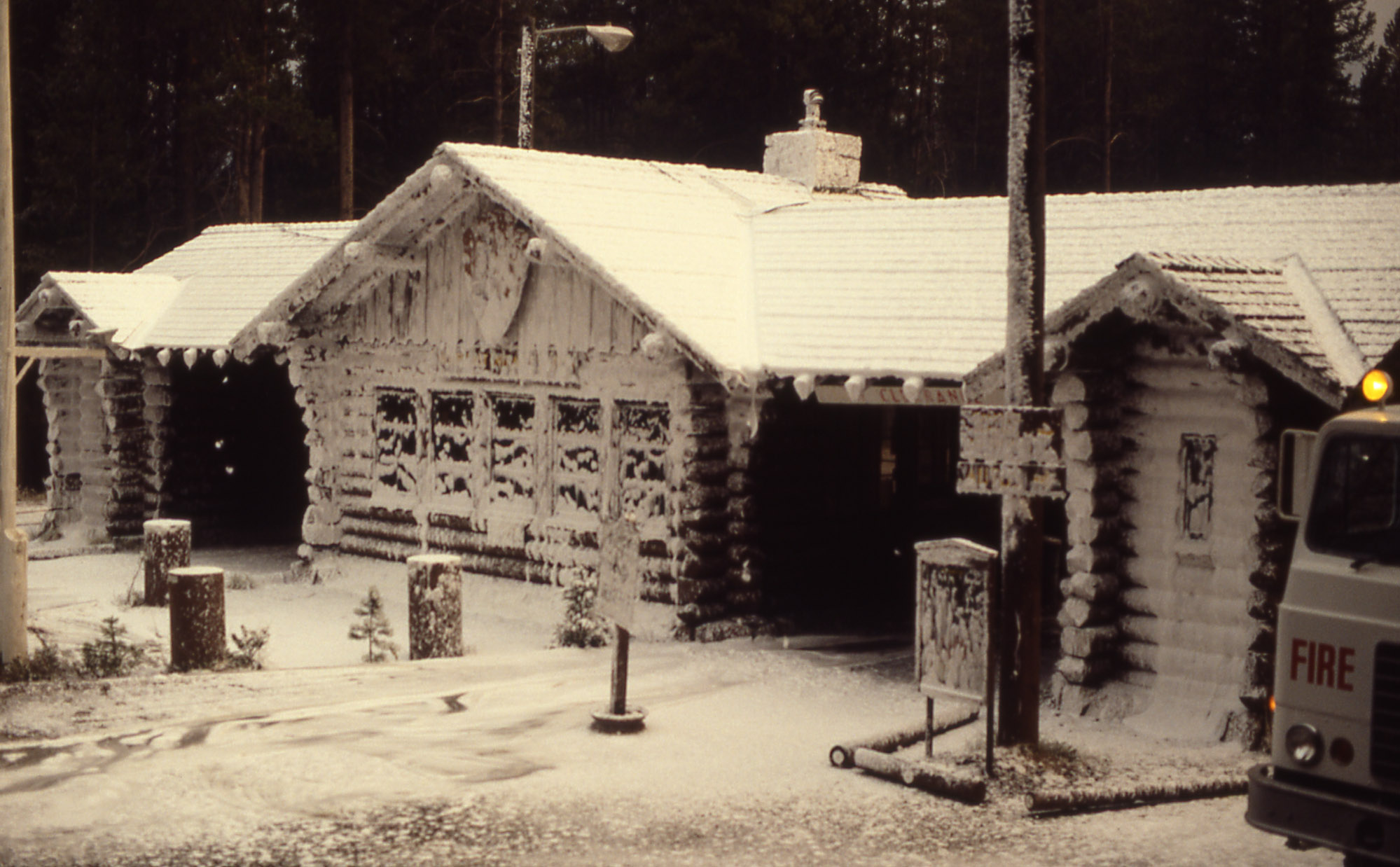
Zastosowanie piany gaśniczej w obronie. Budynek pokryty pianą gaśniczą jest stosunkowo dobrze chroniony przed płomieniami.

Działanie gaśnicze pian polega na wytwarzaniu warstwy izolacyjnej, uniemożliwiającej powietrzu dostęp do powierzchni materiału palącego się, a także na uniemożliwieniu przedostania się palnych gazów i par do strefy spalania. Dodatkową zaletą piany gaśniczej jest jej zdolność do ochładzania strefy pożaru. Tę właściwość zapewnia woda wypływająca z piany. Oprócz tego wskutek działania piany następuje rozcieńczenie strefy spalania parą wodną w obszarze granicznym, gdzie piana styka się z płomieniami.

## Skład chemiczny
Piana gaśnicza wytwarzana jest z mieszaniny środka pianotwórczego i wody. Zawartość środka pianotwórczego w roztworze wynosi zwykle od 3 do 6%. Najczęściej w skład środków pianotwórczych wchodzą mieszanki detergentów i innych związków powierzchniowo czynnych. Często stosowanymi detergentami są sole – pochodne siarczanowe kwasów tłuszczowych, np. kwasu laurylowego. Stosowane są też sole poli(tlenku etylenu) oraz alkohole np. butanol, które poprzez obniżenie napięcia powierzchniowego ułatwiają szybkie wytwarzanie trwałej piany.
Piany wytwarza się ze środków pianotwórczych, które dzielimy na:
- syntetyczne
- proteinowe
- fluorosyntetyczne
- fluoroproteinowe
- do gaszenia cieczy polarnych.

## Podział pian gaśniczych
- ze względu na udział wytwarzania:
  - mechaniczna – koloid, powstający wskutek gwałtownego zmieszania kilku procentowego (1-7%) wodnego roztworu środka pianotwórczego z powietrzem,
  - chemiczna – powstaje wskutek reakcji chemicznej kwaśnego węglanu sodu z kwasem siarkowym,

- ze względu na liczbę spienienia:
  - piana ciężka (liczba spienienia do 20),
  - piana średnia (liczba spienienia od 21 do 200),
  - piana lekka (liczba spienienia powyżej 200),

- ze względu na kształt pęcherzyków:
  - kuliste,
  - wielościenne.

### Piana ciężka, średnia
Używana jest do gaszenia pożarów cieczy palnych: benzyny, oleju, rozpuszczalników, alkoholi. Wytwarzana za pomocą prądownic i wytwornic pianowych. Piana powstaje z wodnego roztworu środka pianotwórczego.

### Piana lekka
Służy najczęściej do wypełniania małych przestrzeni mieszkalnych w celu zapobiegnięcia przeniesienia się pożaru. Nie należy stosować jej na otwartej przestrzeni. Wytwarzana jest za pomocą generatorów i agregatów pianotwórczych.

### Liczba spienienia (Ls)
Jednym z podstawowych określników piany gaśniczej jest liczba spienienia (Ls). Jest to stosunek objętości piany do objętości wodnego roztworu środka pianotwórczego zużytego do wytworzenia tej piany.
Na przykład jeżeli z 25 dm³ (litrów) roztworu środka pianotwórczego wytworzymy 1m³ piany, to będzie to 40 razy większa objętość uzyskanej piany od objętości roztworu i liczba spienienia Ls wynosić będzie 40, wobec czego możemy stwierdzić, że uzyskaliśmy pianę średnią.

## Zastosowanie

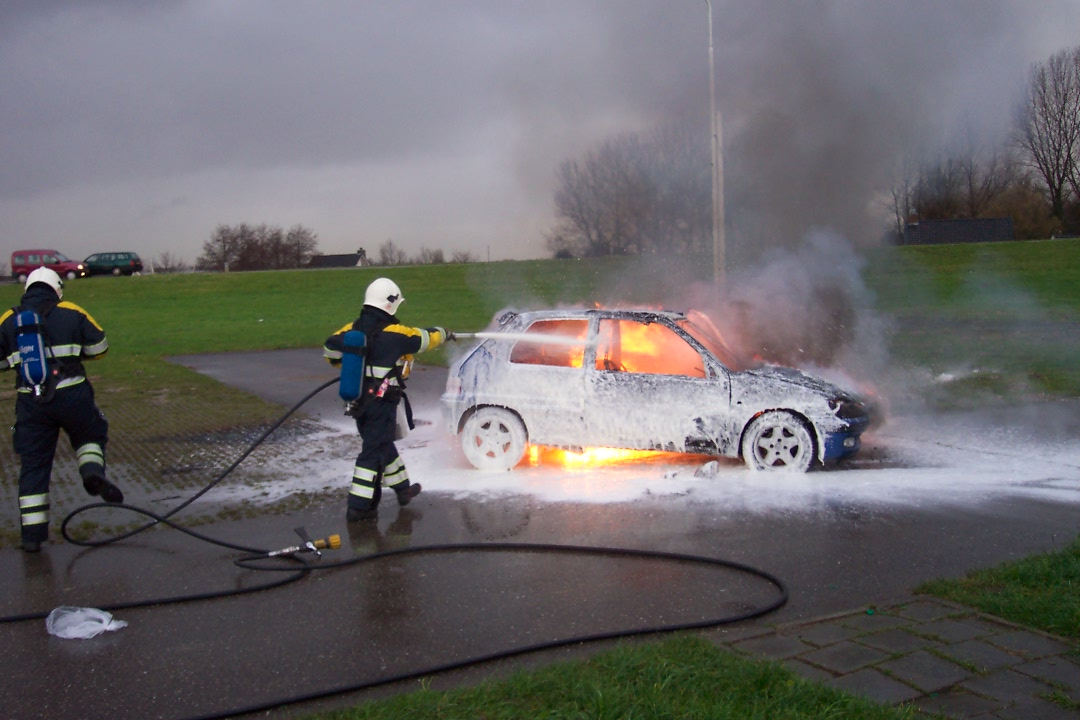

Piany gaśnicze mają przede wszystkim zastosowanie do gaszenia cieczy palnych w zakładach rafineryjnych i petrochemicznych, zakładach przemysłu koksowniczego, w zakładach przemysłu chemicznego i spożywczego.
Biorąc pod uwagę fakt, że w skład piany gaśniczej wchodzi także woda, nie można ich używać do gaszenia materiałów reagujących z wodą. Nie można zatem gasić pianami pożarów między innymi związków glinoorganicznych, metali czy karbidu. Nie można też używać pian do gaszenia pożarów gazów, natomiast do gaszenia cieczy polarnych stosuje się piany wytwarzane za pomocą środków pianotwórczych specjalnie do tego celu opracowanych.

## Zalety i wady
Zaletami pian gaśniczych jest ich wysoka skuteczność, powodują znacznie mniejsze szkody pożarowe niż woda, a w przypadku zastosowania piany lekkiej nie występują one praktycznie w ogóle. Wadami są: wysoki koszt wytwarzania, krótki okres pracy, trudna dostępność, a także fakt, że środki chemiczne stosowane do wytwarzania piany powodują degradację środowiska.